# 2020–2029
| 2010–2019 | 2020 | 2021 | 2022 | 2023 | 2024 | 2025 | 2026 | 2027 | 2028 | 2029 | 2030–2039 |

Roky 2020–2029 jsou souhrnně zvané 20. léta 21. století. První tři roky desetiletí jsou poznamenány pandemií covidu-19. Zasáhla téměř všechny země světa, do března 2022 byla příčinou více než 6 milionů úmrtí a způsobila světovou ekonomickou recesi. Z předchozího desetiletí pokračují vojenské konflikty jako občanská válka v Sýrii, druhá občanská válka v Libyi, válka na Donbase, vojenská intervence v Jemenu či krize ve Venezuele. Na podzim 2020 proběhla válka v Náhorním Karabachu. Pád Kábulu v srpnu 2021 ukončil dvacetiletou válku v Afghánistánu. V únoru 2022 začala válka na Ukrajině a v Evropě vyvolala největší uprchlickou krizi od druhé světové války.

## Očekávané události

### Volby v Česku
V Česku proběhly v říjnu 2020 volby do Senátu a krajských zastupitelstev. Ve volbách do Poslanecké sněmovny v roce 2021 zvítězila opoziční koalice a vznikla vláda Petra Fialy. V roce 2022 byla zvolena třetina Senátu a nová obecní zastupitelstva. V lednu 2023 občané Česka zvolili novým prezidentem republiky Petra Pavla. V roce 2024 proběhly řádné do Evropského parlamentu, do Senátu a do krajských zastupitelstev. Na rok 2025 jsou plánovány do Poslanecké sněmovny, 2026 do Senátu a do obecních zastupitelstev, 2028 volba prezidenta, do Senátu a do krajských zastupitelstev, 2029 do Evropského parlamentu a do Poslanecké sněmovny. Pouze na rok 2027 nejsou plánovány žádné řádné volby.

### Olympijské hry
Z důvodu pandemie covidu-19 byly letní olympijské hry v Tokiu odloženy na rok 2021, další proběhly v Paříži (2024) a příští by měly proběhnout v Los Angeles (2028). Zimní olympijské hry se v roce 2022 odehrály v Pekingu a v roce 2026 by měly být v italském Miláně a Cortině d'Ampezzo.

### Hlavy států a političtí lídři
- Francie
  - prezident: Emmanuel Macron (od 2017)
  - premiér: Édouard Philippe (2017–2020), Jean Castex (2020–2022), Élisabeth Borneová (2022–2024), Gabriel Attal (2024), Michel Barnier (2024), François Bayrou (od 2024)
- Rusko
  - prezident: Vladimir Putin (od 2012)
  - premiér: Dmitrij Medveděv (2012–2020), Michail Mišustin (od 2020)
- Spojené království
  - král: Alžběta II. (1952–2022), Karel III. (od 2022)
  - premiér: Boris Johnson (2019–2022), Liz Trussová (2022), Rishi Sunak (2022–2024), Keir Starmer (od 2024)
- Spojené státy americké
  - prezident: Donald Trump (2017–2021), Joe Biden (2021–2025), Donald Trump (od 2025)
  - viceprezident: Mike Pence (2017–2021), Kamala Harrisová (2021–2025), J. D. Vance (od 2025)
- Vatikán
  - papež: František (od 2013)
- Česko
  - prezident: Miloš Zeman (2013–2023), Petr Pavel (od 2023)
  - premiér: Andrej Babiš (2017–2021), Petr Fiala (od 2021)
- Německo
  - prezident: Frank-Walter Steinmeier (od 2017)
  - spolková kancléř: Angela Merkelová (2005–2021), Olaf Scholz (od 2021)
- Polsko
  - prezident: Andrzej Duda (od 2015)
  - premiér: Mateusz Morawiecki (2017–2023), Donald Tusk (od 2023)
- Rakousko
  - prezident: Alexander Van der Bellen (od 2017)
  - spolkový kancléř: Sebastian Kurz (2017–2021), Alexander Schallenberg (2021), Karl Nehammer (2021–2025), Alexander Schallenberg (2025), Christian Stocker (od 2025)
- Slovensko
  - prezident: Zuzana Čaputová (2019–2024), Peter Pellegrini (od 2024)
  - premiér: Peter Pellegrini (2018–2020), Igor Matovič (2020–2021), Eduard Heger (2021–2023), Ľudovít Ódor (2023), Robert Fico (od 2023)

## Úmrtí
Během tohoto desetiletí z osobností zemřeli politici Alžběta II., Princ Philip, vévoda z Edinburghu, Karel Schwarzenberg, Benedikt XVI., Michail Gorbačov, Jimmy Carter, Walter Mondale, umělci Libuše Šafránková, Josef Abrhám, Ladislav Štaidl, Hana Zagorová, Josef Laufer, David Stypka, Jana Hlaváčová, Jean-Paul Belmondo, Alain Delon, Miroslav Žbirka, Tina Turner, Hana Maciuchová, Naďa Urbánková, Karel Heřmánek, Jiří Menzel, Josef Somr, Sean Connery, Gene Hackman, Vašo Patejdl, Milan Kundera, sportovci Dana Zátopková, Pelé, Diego Maradona a Boris Spasskij či další osobnosti jako Michael Collins a Petr Kellner.